# Ернст фон Геминген-Хорнберг (1794 – 1838)
Ернст фон Геминген-Хорнберг (на немски: Ernst von Gemmingen, Freiherr von Gemmingen-Hornberg; * 21 ноември 1794 в Хайлброн; † 23 ноември 1838 в Манхайм) е фрайхер от род Геминген-Хорнберг, собственик в Некарцимерн и на замък Хорнберг.
Той е вторият син на фрайхер Ернст фон Геминген-Хорнберг (1759 – 1813), композитор, дипломат и последният директор на „Рицарския кантон Крайхгау“, и съпругата му Хенриета Шарлота фон Холе (1773 – 1814), дъщеря на Лудвиг Карл Фридрих фон Холе и фрайин Вилхелмина фон Вреде. По-големият му
бездетен брат е Лудвиг (1793 – 1858).
Ернст фон Геминген-Хорнберг е музикално надарен като баща му, на 12 години пише няколко композиции. Той влиза рано във войската на Вюртемберг, първо служи при пехотата, след това при конниците. След смъртта на баща му 1813 г. той напуска и се грижи за управлението на имотите си. Фамилията живее главно в новия дворец в Некарцимерн (днес кметство). Той притежава също необитавания вече замък Хорнберг над селището. Той има също собственост в Байхинген на Некар и в Михелфелд. Той се жени 1820 г. в Ашафенбург с Шарлота Анна Мария Хорнек фон Вайнхайм и по-късно за по-добро възпиитание на децата му се мести в Манхайм, където умира 1838 г. от рубеола. Той и съпругата му са погребани в гробището на замък Хорнберг.

## Фамилия
Ернст фон Геминген-Хорнберг се жени на 4 май 1820 г. в Ашафенбург за фрайин Шарлота Анна Мария Хорнек фон Вайнхайм (* 2 май 1800, Бамберг; † 8 юни 1863, Некарцимерн), дъщеря на фрайхер Адам Хорнек фон Вайнхайм и фрайин Августа Щурмфедер фон и цу Опенвайлер-Лерх фон Дирмщайн. Те имат децата:
- Мария Луиза (* 1821), омъжена на 20 юни 1843 г. с фрайхер Максимилиан фон Фрайберг-Айзенберг-Алмендинген (1809 – 1870)
- Августа (1822 – 1837)
- Фридрих фон Геминген-Хорнберг (* 15 декември 1823, Байхинген; † 29 декември 1882, Щутгарт), женен на 4 април 1867 г. в Алфдорф с фрайин Паулина фом Холтц (* 26 ноември 1837, Щутгарт; † 17 септември 1921, Некарцимерн); получава Хорнберг
- Август (* 9 ноември 1828, Манхайм; † 13 януари 1909, Михелфелд), женен на 25 ноември 1861 г. с Анна фон Берцевици (* 26 август 1838, Берцевице; † 8 юли 1906, Михелфелд); получава Михелфелд
- Франц (1830 – 1849), умира като обер-лейтенант в Унгария
- Райнхард Лудвиг (1837 – 1871), получава Байхинген, неженен